# Листвяный
Листвяный (укр. Листв'яний) — село в Николаевской городской общине Стрыйского района Львовской области Украины, расположено на реке Козушин.
Население по переписи 2001 года составляло 88 человек. Занимает площадь 0,053 км². Почтовый индекс — 81621. Телефонный код — 3241.